# Proyecto POSSE
Los elementos de Seguridad portátiles de Open Source, o proyecto POSSE (del inglés Portable Open Source Security Elements), era una empresa cooperativa entre el Laboratorio de Sistemas Distribuidos de la Universidad de Pensilvania, el proyecto OpenBSD y otros. Recibió financiamiento a través de una subvención de la Defense Advanced Research Projects Agency de los Estados Unidos, o DARPA.

## Objetivos
El objetivo del proyecto era aumentar la seguridad de algunos proyectos de código abierto, incluyendo Apache, OpenSSL y fusionar algunos elementos de seguridad de Linex liberados recientemente por la NSA. El proyecto se desarrolló entre 2001 hasta abril de 2003, cuando la subvención de DARPA se terminó prematuramente.

## Historia
Esta fue una iniciativa de seguridad dirigida por la Laboratorio de Sistemas Distribuidos de la Universidad de Pensilvania. POSSE era una subvención de EE. UU. $ 2,300,000 diseñada "para introducir características avanzadas de seguridad utilizadas en las computadoras del gobierno de propósitos especiales en los PCs de oficina estándar."[cita requerida] El gobierno de Estados Unidos esperaba beneficiarse de la mayor disponibilidad de características de seguridad en computadoras, estandarizados y software asequibles. OpenBSD fue seleccionado como "foro más seguro del mundo de la informática para el desarrollo de software de código abierto"[cita requerida] y aproximadamente 1.000.000 dólares se adjudicaron a su desarrollo. Además, mediante la aplicación de los conceptos de auditoría de seguridad utilizados en OpenBSD a otros proyectos como OpenSSL, POSSE ayudó a aumentar la seguridad general del software libre y de código abierto.
En abril de 2003, en una entrevista al periódico canadiense The Globe and Mail, el fundador y líder de los proyectos OpenBSD y OpenSSH, Theo de Raadt comentó sobre la ocupación de Irak: "Trato de convencerme de que nuestros fondos significan que medio misil de crucero no se construya". Jonathan Smith, el jefe del proyecto POSSE, afirmó que oficiales militares estadounidenses habían expresado su malestar con este comentario. El financiamiento de DARPA para el proyecto fue posteriormente terminada. Se teoriza que el gobierno de Estados Unidos desaprobó estos comentarios y que llevaron a la decisión de cancelar la beca.
El gobierno, sin embargo, explicó que como "debido a los acontecimientos mundiales y la creciente amenaza que plantea cada vez más capaces los Estados-nación." Esto puede estar relacionado con el hecho de que muchos de los beneficiarios de la subvención eran desarrolladores en naciones extranjeras, como el Reino Unido.

## Participantes destacados
Los participantes en el proyecto POSSE incluían a Jonathan M. Smith, de la Universidad de Pensilvania; Theo de Raadt, fundador y líder del proyecto OpenBSD; Michael B. Greenwald, profesor asistente de informática y Ciencias de la Información en la Universidad de Pensilvania; Sotiris Ioannidis y Stefan Miltchev, estudiantes de postgrado en el Laboratorio de Sistemas Distribuidos del departamento de Informática y Ciencias de la Información en la Universidad de Pensilvania; Ben Laurie, ex matemático de la Universidad de Cambridge y director técnico de AL Digital Ltd, un director de la Apache Software Foundation y miembro del equipo central del Grupo OpenSSL; y Angelos Keromytis, en ese tiempo profesor asistente de ciencias informáticas en la Universidad de Columbia y un desarrollador principal de OpenBSD.
Además de muchos participantes de hackatones para avanzar en desarrollos y mejoras de diversas piezas de software que participaban en forma voluntaria.

## Resultados
De acuerdo a algunos autores, se avanzó en tres líneas principales:
1. Soporte para hardware criptográfico
2. Sistema de archivos con atributos extendidos
3. Auditorías para OpenSSL y su impacto para la seguridad de Linux